# HD 66920
HD 66920，又名CP-72 654，SAO 256463、HR 3171，是一颗恒星，视星等为6.34，位于銀經285.73，銀緯-21.21，其B1900.0坐标为赤經8h 0m 29.9s，赤緯-72° -21.21′ 56″。